# Mauro Zanetti (ciclista)
Mauro Zanetti (Iseo, 5 aprile 1973) è un ex ciclista su strada italiano, professionista dal 1997 al 2003.

## Carriera
Dotato di caratteristiche da scalatore, all'esordio dilettantistico chiude al secondo posto il Giro della Valle d'Aosta 1996, dietro Claudio Vandelli. Passato professionista coglie due vittorie in semiclassiche del panorama italiano: la Coppa Placci ed il Giro dell'Appennino.
Prese parte per sei volte al Giro d'Italia ed in due occasioni alla Vuelta a España. Venne, inoltre, selezionato dal commissario tecnico della Nazionale italiana di ciclismo Antonio Fusi per gareggiare ai Campionati del mondo di ciclismo su strada, nella edizione del 1999 svoltasi a Verona.

## Palmarès
- 1996 (dilettanti)

Torino-Valtournenche
Trofeo Amedeo Guizzi
Cronoscalata della Futa-Memorial Gastone Nencini dilettanti
Cronoscalata Gardone Val Trompia-Prati di Caregno
2ª tappa Giro della Regione Friuli Venezia Giulia
6ª tappa Giro della Valle d'Aosta (Sévrier > Col de la Forclaz)
- 1998 (Vini Caldirola, una vittoria)

Coppa Placci
- 2000 (Vini Caldirola, una vittoria)

Giro dell'Appennino

## Piazzamenti

### Grandi Giri
- Giro d'Italia

1998: 56º
1999: 31º
2000: 62º
2001: 17º
2002: ritirato (9ª tappa)
2003: ritirato (13ª tappa)
- Vuelta a España

1997: 104º
2002: ritirato (13ª tappa)

### Competizioni mondiali
- Campionati del mondo

Verona 1999 - In linea: 39º